# Dionisie d'Anesty
Dionisie d'Anesty (ou Denise d'Anesty), née à une date inconnue au début du XIIIe siècle et morte avant 1304, est une dame de la noblesse anglaise. Elle est célèbre pour être la belle-mère de la comtesse de Pembroke Jeanne de Montchensy ainsi que la destinataire du recueil de poèmes Le Traité de Walter de Bibbesworth.

## Biographie
Dionisie d'Anesty est l'unique fille et héritière de Nicholas d'Anesty, seigneur d'Anstey dans le Hertfordshire. Sa mère, dont l'identité est inconnue, descend d'Hamon Peche, shérif du Cambridgeshire entre 1155 et 1165. Dionisie épouse en premières noces Walter Langton, un frère de l'archevêque de Cantorbéry Étienne Langton. L'écart d'âge entre les époux semble considérable, car Walter a sans doute près de 70 ans lorsqu'il participe à la croisade des Albigeois au cours des années 1220. Le mariage de Dionisie avec Langton ne produit aucun enfant et elle se retrouve veuve au plus tard en 1234. Les possessions de son défunt mari sont en conséquence héritées par son frère Simon Langton.
En novembre 1234, Dionsie se remarie en deuxièmes noces avec Warin de Montchensy, seigneur de Swanscombe et de Painswick. Warin, récemment veuf de son épouse Jeanne le Maréchal, a déjà deux enfants en bas âge : John et Jeanne. Dionisie donne quant à elle naissance à un fils, Guillaume, en 1236. Elle prend en charge l'éducation de son fils ainsi que des deux enfants du premier lit de son mari. En 1251, Warin doit répondre à une enquête ecclésiastique conduite par l'évêque de Lincoln Robert Grossetête, car il est accusé d'avoir abusé de son épouse Dionisie. L'accusation est vraisemblablement infondée et Warin meurt quatre ans plus tard, en 1255, avec sa femme à ses côtés.
En 1257, en retour du paiement d'une somme de 200 marcs, Dionisie obtient l'autorisation royale pour se marier une troisième fois. Son choix se porte sur Robert Butyller, un homme à l'identité méconnue et auquel elle survit probablement. Dionisie devient l'exécutrice testamentaire de son fils Guillaume de Montchensy à sa mort en 1287 et agit en tant que tutrice de sa petite-fille, prénommée Dionisie en son honneur, qui est encore une enfant lorsque son père Guillaume décède. Cette dernière épousera plus tard Hugh de Vere et mourra en 1314, sans postérité. Son héritier sera alors Aymar de Valence, 2e comte de Pembroke et fils de Jeanne de Montchensy, la belle-fille de Dionisie d'Anesty.
En 1281, Dionisie reçoit du roi Édouard Ier la permission de transformer en monastère sa propriété située à Waterbeach, dans le Cambridgeshire. Le prieuré est finalement fondé en 1293 par des religieuses franciscaines. Dionisie d'Anesty meurt entre cette date et 1304, à un âge probablement très avancé pour l'époque. Le prieuré, très actif au début du XIVe siècle, sera par la suite fusionné en 1347 avec l'abbaye voisine de Denny par Marie de Châtillon-Saint-Pol, la veuve d'Aymar de Valence. Cette dernière se trouve en effet être à cette époque l'héritière finale des biens de Dionisie d'Anesty, ayant hérité des biens de son époux Aymar, ce dernier ayant lui-même hérité de ceux de Dionisie de Montchensy.

## Postérité artistique
Le poète anglo-normand Walter de Bibbesworth a probablement dédié aux environs de 1235 à Dionisie d'Anesty le recueil de poèmes Le Traité, destiné à servir de manuel de langue française à ses beaux-enfants et à son fils,. Le recueil est précédé dans certains manuscrits d'une lettre de dédicace à Dionisie dans laquelle Bibbesworth explique son but : « Vous m'avez demandé de rédiger pour vos enfants un cahier de phrases pour leur apprendre le français ». Le Traité deviendra très populaire auprès de l'aristocratie anglaise pendant les décennies ultérieures.